# A világ vallásai (televíziós sorozat)
A világ vallásai (eredeti cím: Animated World Faiths) 1998-tól vetített brit televíziós animációs sorozat. Magyarországon 2004. február 8-ától az RTL Klub tűzte műsorra.

## Epizódok
1. Mózes és a húsvéti vacsora
2. Nanak Guru élete
3. Mohamed élete (Iszlám)
4. Ramajana (Hinduizmus)
5. Buddha élete
6. Buddha útja
7. Konfuciusz élete (Konfucianizmus)
8. Krishna élete (Hinduizmus)
9. A madarak konferenciája (Szufizmus)
10. Jézus élete (Kereszténység)